# Kongregace bratří těšitelů z Gethseman
Kongregace bratří těšitelů z Gethseman (zkratka CCG, latinsky Congregatio Fratrum Consolatorum de Gethsemani), zkráceně známá jako „těšitelé“, byla založena v roce 1922 českým knězem Josefem Janem Litomiským, který v první světové válce sloužil pacientům v nemocnici ve Vídni. Na základě této zkušenosti se hlavním posláním řeholníků se stala útěcha nemocných, opuštěných a chudých. Duchovní život tohoto společenství je založen na spoluúčasti v utrpení s Ježíšem před jeho zatčením v Getsemanské zahradě skrze každodenní adoraci Eucharistie, v duchu Ježíšových slov „Zůstaňte zde a bděte se mnou!“. Jejich heslem je „Všechno k potěše srdce Ježíšova.“
Rezidenčním sídlem byla na počátku Vídeň, později přesídlili nejvyšší představený i provinciál do Prahy. Před druhou světovou válkou měli těšitelé v Čechách a na Moravě několik domů. V roce 1950, během tzv. Akce K, komunistická vláda Československa uvěznila všechny řeholníky, zkonfiskovala majetek řeholí a zakázala jim veškerou činnost. Také mnoho těšitelů prošlo vězením a pracovními tábory. Po propuštění žili bratři dále svůj řeholní život i proti všem zákazům a hrozbě vězení. V roce 1991 bylo sídlo Kongregace přeloženo do Marianky na Slovensku.